# Бристол F.2A
Бристол F.2A (енгл. Bristol Type 12 F.2A) је вишенаменски, једномоторни, двосед, двокрилни британски авион који се користио у току Првог светског рата и доста дуги период после рата. Производила га је британска фирма British and Colonial Aeroplane Company (Bristol Aeroplane Company). Први лет авиона је извршен 1916. године.

Ово је био један од најуспешнијих двоседих ловаца Првог светског рата.

## Пројектвање и развој
Авион Бристол F.2 је пројектовао Frank Sowter Barnwell као извиђачки авион који је требао да замени застареле авионе B.E.2c, R.E.8 и F.K.8. Први прототип овог авиона који је имао ознаку R.2A био је завршен 28. август 1916. а први пробни лет је обављен 9. септембар 1916. године. Како је већ у септембру месецу био расположив мотор Ролс Роис Фалкон снаге 190 KS, направљена је ловачка варијанта авиона која је добила ознаку типа F.2A који је ушао у серијску производњу.
Појавом јачих мотора Ролс Роис Фалкон снаге 275 KS, извршено је репројектовање овог авиона: појачана је структура авиона, подизањем трупа између крила побољшало се видно поље пилота, повећан је резервоар за гориво па се на тај начин повећао радијус кретања тј. аутономност авиона у лету. Овај авион је добио ознаку типа F.2B и први пут је полетео 25. октобар 1916. а у оперативну употребу је ушао у фебруару месецу 1917. године.

## Технички опис
Бристол F.2 је двокрили двоседи једномоторни авион потпуно дрвене конструкције.
Труп му је правоугаоног попречног пресека, предњи део, у коме је био смештен мотор је био обложен алуминијумским лимом, и тај део трупа авиона је био овалног облика. На хауби мотора су се налазили отвори за излазак издувних цеви мотора, и топлог ваздуха. Издувне цеви из сваког цилиндра су се спајале у једну цев која је издувне гасове одводила из кабина пилота и извиђача. Остали део трупа од пилотске кабине до репа је био облепљен импрегнираним платном. У авионима који су се производили у Америци покушано је да се уместо платна као оплата трупа користи дрвена лепенка која је повећала крутост трупа, али се до тога одустало јер је такав авион био претежак. Носач мотора је био од заварених челичних цеви. Главни резервоар за гориво се налазио иза мотора и имао је запремину 200 литара бензина. Код америчких авиона изнад горњег крила био је још један додатни резервоар тако да је долет овим авионима био већи од европских варијанти.
У трупу су била два седишта постављена у тандем редоследу (једно иза другог). Пилот је седео на првом месту у отвореном кокпиту заштићен ветробранским стаклом, а извиђач у другом. Ивице кокпита су биле тапациране кожом. Извиђач је такође имао добру прегледност јер му се кабина налазила иза крила.
Авион F.2 је најчешће био опремљен водом хлађеним линијским мотором V-12 распореда цилиндара, Rolls-Royce Falcon III V12 снаге 275 KS (205 kW). Хладњак за воду се налазио испред мотора, био је овалног облика и имао је померљиве шалузине којима се могао регулисати довод ваздуха за хлађење мотора. На вратилу мотора је била причвршћена двокрака, вучна, дрвена елиса, непроменљивог корака, чија је нападна ивица била окована месинганим лимом. Пречник елисе је био 3 метра. Поред двокраких коришћене су на овим авионима и четворокраке елисе.
Крила су била дрвене конструкције пресвучена импрегнираним платном релативно танког профила са две дрвене рамењаче. Крилца за управљање авионом су се налазила и на горњим и доњим крилима која су међусобно била повезана челичнoм сајлом. Крила су између себе била повезана са четири пара дрвених упорница. Затезачи су били од клавирске челичне жице. Оба крила су имала облик правоугаоника са заобљеним крајевима. Доње крило је било повучено ка репу у односу на горње крило. Испод доњег крила крајње упорнице крила су биле спојене челичним шипкама у облику санки које су штитиле крило авиона при проблематичном слетању. Оба крила су била истих димензија и облика. Конструкције репних крила и вертикални стабилизатор као и кормило правца су била направљена од дрвета пресвучена платном.
Стајни трап је био направљен од заварених челичних цеви, прилично робусан, класичан фиксан са крутом осовином. Точкови авиона су били релативно великог пречника са пнеуматицима причвршћени за осовину помоћу гумених амортизера, што је омогућавало авиону да трпи приличне неравнине полетно слетних стаза. Точкови су конструктивно били изведени као точкови код бицикла са жичаним паоцима који су при лету авиона стварали већи аеродинамички отпор. Да би се овај отпор смањио точкови су са стране били опремљени платненим раткапнама. На репном делу се налазила еластична дрвена дрљача са амортизером у облику гумене траке.

## Варијанте авиона Бристол F.2
Овде се наводе само основне варијанте овог авиона. Ако се узму у обзир да је у овај авион уграђено 17 различитих мотора (Beardmore, Rolls-Royce, Sunbeam Arab, Hispano-Suiza, RAF 4d, Wolseley Viper, Siddeley Puma, Salmson, ABC Dragonfly, Bentley B.R.2 , Liberty, Wright-Hisso) и да се производио у неколико фабрика број варијанти је сигурно знатно већи.
- R.2A — Првобитно пројектовани извиђачки авион са мотором Беардморе снаге 120 KS,
- R.2B — Препројектован авион R.2A, мањих димензија и мотором Хиспано-Суиза снаге 150 KS,
- R.2B — Измењен пројект авиона R.2B уградњом мотора Ролс Роис Фалкон снаге 190 KS,
- F.2A — Промена пројекта (прекласификација од извиђачког у ловачки авион) серијска производња 50 примерака,
- F.2B — Побољшана варијанта F.2A, јачи мотор (РР Фалкон 275KS), побољшана структура, проширено видно поље,
- F.2B Mk II — Варијанта авиона пројектована за тропске услове експлоатације (посебно Блиски исток),
- F.2B Mk III — Побољшан модел авиона F.2B Mk II,
- F.2B Mk IV — Даља побољшања модела (конверзија) авиона F.2B Mk III (појачање структуре авиона и стајног трапа),
- F.2C — Експериментални авион (платформа за тестирање различитих мотора).

## Наоружање
| Наоружање авиона: Бристол      |                                        |
| Ватрено (стрељачко) наоружање  |                                        |
| Топ                            |                                        |
| Митраљез                       |                                        |
| Број и ознака митраљеза        | 1 синх. Викерс, 1-2 Луис код осматрача |
| Калибар                        | 7,7                                    |
| Бомбардерско наоружање (бомбе) |                                        |
| Класичне авио бомбе            | 10 x 12,9 kg                           |
| Ракетно наоружање (ракете)     |                                        |

### Упоредни приказ авиона F.2B са сличним авионима у јесен 1918. год.
| Назив авиона           | Земља                | Снага  | Макс. брзина | Полетна маса | Наоружање         | Плафон лета |
| ---------------------- | -------------------- | ------ | ------------ | ------------ | ----------------- | ----------- |
| Ансалдо SVA            | Краљевина Италија    | 265 KS | 237 km/h     | 975 kg       | 2 и 90 kg бомби   | 7.000 m     |
| Fokker D.VII           | Немачко царство      | 180 KS | 189 km/h     | 910 kg       | 2                 | 6.000 m     |
| Fokker D.VIII          | Немачко царство      | 110 KS | 204 km/h     | 605 kg       | 2                 | 6.300 m     |
| Albatros D.III         | Немачко царство      | 174 KS | 175 km/h     | 886 kg       | 2                 | 5.500 m     |
| Siemens-Schuckert D.IV | Немачко царство      | 160 KS | 190 km/h     | 735 kg       | 2                 | 8.000 m     |
| SPAD S.XIII            | Француска            | 220 KS | 222 km/h     | 820 kg       | 2                 | 6.650 m     |
| Sopwith Camel          | Уједињено Краљевство | 130 KS | 185 km/h     | 659 kg       | 2 и 45,2-kg-бомби | 5.791 m     |
| S.E.5a                 | Уједињено Краљевство | 200 KS | 222 km/h     | 880 kg       | 2                 | 5.185 m     |
| Бристол F.2B           | Уједињено Краљевство | 275 KS | 198 km/h     | 1.292 kg     | 2 и 130 kg бомби  | 6.096 m     |

## Оперативно коришћење
Прво оперативно коришћење авиона Бристол F.2 се десило 5. априла 1917. за време офанзиве Британског корпуса у битци за Арес. Тада се 6 авиона 48. ескадриле предвођене Вилијам Леефе Робинсоном сукобило са немачким авионима Албатрос D.III које је предводио чувени Манфред фон Рихтхофен познатији под надимком „Црвени Барон”. У овом сукобу оборено је 4 Бристола а два су ошећена тако да су се једва довукли на своју страну. Овако неславан почетак је могао негативно да се одрази на будућност авиона. Међутим то се није десило пошто је утврђено да је овом неуспеху кумовала застарела тактика, која се огледала у томе да авиони лете у групи а да их од непријатељских авиона штите извиђачи дејствујући митраљезом који је штитио реп авиона.
Када је промењена тактика и у оперативну употребу уведен авион F.2B са снажнијим мотором овај авион је био опасан противник било ком немачком ловцу једноседу. Нова тактика се огледала у офанзивности, наиме пилот је нападао противника и гађао га фиксним синхронизованим миртаљезом Викерс који је гађао кроз обртно поље елисе, док је извиђач својим митраљезом бранио задњу сверу авиона. Нова тактика је брзо дала добре резултате (канадска екипа, A. E. Me Keever и L. F. Powel је оборила 30 противника од јуна 1917 до јануара 1918). Овоме је допринео и блиски распоред два кокпита (пилота и стрелца) који је олакшавао комуникацију између посаде.
Авион се у току Првог светског рата користио на Западном фронту, италијанском ратишту, у Палестини, Аустралији и Новом Зеланду. После рата, је произвођен до 1926. године а коришћен је широм Британске империје и задржао се доста дуго у употреби у РАФ-у до 1932. године, Пољској такође до 1932. на Новом Зеланду до 1938. године. После активне употребе у војним ваздухопловствима, овај авион је коришћен за обуку пилота или као поштански авион. После рата авион се такође производио и у САД. Процењује се да је укупно произведено 5.329 авиона ове фамилије.

## Коришћење авиона Бристол F.2 у Краљевини Југославији
За време студијског путовања по земљама Европе са намером да се пре свега упознају са савременим достигнућима водећих земаља у области ваздухопловства, генерал Милан Узелац је приликом посете Великој Британији поручио један авион Бристол F.2B, који је важио за један од најбољих ловаца двоседа тог времена. Био је то оригинални Бристол F.2B Fighter из РАФ-а, модификован француским мотором Хиспано-Суиза који је носио фабричку ознаку Тип 17.
Марта месеца 1923. године британски пилот је прелетео овај авион на аеродром у Новом Саду. Тај један једини авион овог типа служио је као „узор” у ВВ КСХС тј. намера команде је била да се пилоти и техничко особље детаљније упозна са овим авионом и изврши поређења са другим авионим који би дошли у избор за наоружање. На новосадском аеродрому 1924. године пилот Станко Брашић је имао удес са овим авионом на срећу пилот је остао неповређен. У жаргону ВВ КСХС овај авион је био познат ка Бристол-Хиспано или краће Бристол 300 KS.

## Корисници
| - Авганистан - Аргентина - Аустралија - Белгија - Боливија - Канада - Хондурас | - Ирска - Турска - Мексико - Нови Зеланд - Норвешка - Перу - Пољска | - Совјетски Савез - Шпанија - Шведска - Краљевина Југославија - Краљевина Мађарска - Уједињено Краљевство - САД |